# Lemino Football
Lemino Football（レミノ・フットボール）は、Leminoにて2024年11月5日より配信しているヨーロッパサッカー専門のスポーツ情報番組である。

## 概要
ヨーロッパの最多10か国11リーグについて現地メディアの情報をキャッチアップし、日本人選手の活躍を中心に試合結果を網羅する。
また、週替わりで出演する元日本代表や海外クラブ経験を有する解説者も出演する。
初回は2024年11月5日21時に無料配信されるが、第2回以降は毎週火曜日にLeminoプレミアム（有料）で配信。
番組プロデュースは元フジテレビの能智大介。
なお、プレミアリーグの試合映像についてはU-NEXTより映像配信を受けている。

## 出演者
MC
- 土田晃之
- 山本杏奈（=LOVE）：2025年4月より

海外サッカー事情通コメンテーター
- フローラン・ダバディ
- トニー・クロスビー

レギュラー解説者
- 戸田和幸：2025年4月より

インタビュアー
- 安田理大

### 過去の出演者
MC
- サラ・ピッツォ